# 小久保知之進
小久保 知之進（こくぼ とものしん、1970年7月19日 - ）は、テレビ朝日広報局宣伝部社員である。かつて報道局記者、アナウンサーを務める。

## 人物・来歴
埼玉県東松山市出身で、埼玉県立川越高等学校で野球部投手として活動し、早稲田大学政治経済学部政治学科を卒業する。
1994年に中山貴雄、野村華苗らとともにテレビ朝日へ入社する。当初はおもに『トゥナイト2』などの情報バラエティ番組で小久保とものしんとして出演する。
2001年から3年間報道局に在籍して警視庁記者クラブで2年間と政治部で1年間勤務し、2004年にアナウンス部、2008年にニューヨーク支局、2009年にアナウンス部、2010年10月に広報局宣伝部へ、それぞれ異動する。

### 雑記
- 川越高校で伝統とされる卒業式パフォーマンスで、証書受領時に当時校長であった渋谷健の眼前で尻を出した。
- 『トゥナイト2』で、アナウンサーを逸脱した風俗リポートを敢行する。
- 2005年に婚姻する
- 2006年12月15日に川越高校の文化講演会で、演者として招かれる。

## 過去の担当番組
報道・情報ワイドショー番組
| 期間       | 期間      | 番組名              | 役職                                                     |
| ---------- | --------- | ------------------- | -------------------------------------------------------- |
| 1994年7月  | 2002年3月 | トゥナイト2         | リポーター                                               |
| 2006年10月 | 2008年3月 | やじうまプラス      | 土曜版総合司会                                           |
| 時期不明   | 2010年6月 | スーパーJチャンネル | 不定期でのレポーター（平日）兼『ゴーガイ』月・火曜日担当 |

その他
- 特捜TV!ガブリンチョ
- ぷらちなロンドンブーツ
- やべっちFC〜日本サッカー応援宣言〜 などで宣伝を担当する。